# КРБ Масейо
«Клубе де Регатас Бразил» (порт. Clube de Regatas Brasil) — бразильський футбольний клуб, який зазвичай називають КРБ. Базується в місті Масейо, штат Алагоас. Заснований 20 вересня 1912 року. Найбільш непримиренним супротивником КРБ є клуб ССА.